# (4645) Tentaikojo
(4645) Tentaikojo es un asteroide perteneciente al cinturón de asteroides, descubierto el 16 de septiembre de 1990 por Tetsuya Fujii y el también astrónomo Kazuro Watanabe desde el Observatorio de Kitami, Hokkaidō, Japón.

## Designación y nombre
Designado provisionalmente como 1990 SP4. Fue nombrado Tentaikojo en homenaje al museo Tentaikojo inaugurado en Sapporo en el año 1993. Está ocupando un edificio construido en el año 1892 que en principio sirvió como fábrica de cerveza, y remodelado para albergar la “fábrica de las estrellas” donde el visitante puede experimentar en pantallas gigantes historias sobre las constelaciones y el nacimiento de estrellas.

## Características orbitales
Tentaikojo está situado a una distancia media del Sol de 2,672 ua, pudiendo alejarse hasta 3,030 ua y acercarse hasta 2,314 ua. Su excentricidad es 0,134 y la inclinación orbital 9,459 grados. Emplea 1595 días en completar una órbita alrededor del Sol.

## Características físicas
La magnitud absoluta de Tentaikojo es 12,7. Tiene 16,351 km de diámetro y su albedo se estima en 0,045.